# Томашев (Мазовецьке воєводство)
Томашев (пол. Tomaszew) — село в Польщі, у гміні Віскітки Жирардовського повіту Мазовецького воєводства.
Населення — 51 особа (2011).
У 1975-1998 роках село належало до Скерневицького воєводства.

## Демографія
Демографічна структура станом на 31 березня 2011 року:
|          | Загалом | Допрацездатний вік | Працездатний вік | Постпрацездатний вік |
| -------- | ------- | ------------------ | ---------------- | -------------------- |
| Чоловіки | 27      | 5                  | 22               | 0                    |
| Жінки    | 24      | 2                  | 17               | 5                    |
| Разом    | 51      | 7                  | 39               | 5                    |